# Llista de topònims de Vilallonga de Ter
Llista de topònims (noms propis de lloc) del municipi de Vilallonga de Ter, al Ripollès
Informació actualitzada per un bot. Els canvis manuals es perdran quan s'actualitzi!

## cabana
| imatge | Nom                      | Ubicat a          | instància de | Detalls | coordenades                                                         | Protecció | Commons (més fotos) | Dades a WD                    |
| ------ | ------------------------ | ----------------- | ------------ | ------- | ------------------------------------------------------------------- | --------- | ------------------- | ----------------------------- |
|        | Cabanya d'en Galceran    | Vilallonga de Ter | cabana       |         | 42° 20′ 31″ N, 2° 16′ 17″ E / 42.3418166457123°N,2.27126726045472°E |           |                     | Modifica les dades a Wikidata |
|        | Cabanya de l'Esteve      | Vilallonga de Ter | cabana       |         | 42° 20′ 30″ N, 2° 15′ 13″ E / 42.3415326395968°N,2.25371644502485°E |           |                     | Modifica les dades a Wikidata |
|        | Cabanya de les Comes     | Vilallonga de Ter | cabana       |         | 42° 20′ 45″ N, 2° 15′ 30″ E / 42.3458489693234°N,2.2582545362215°E  |           |                     | Modifica les dades a Wikidata |
|        | Cabanya del Ras          | Vilallonga de Ter | cabana       |         | 42° 21′ 46″ N, 2° 16′ 57″ E / 42.3628083844028°N,2.2824763726612°E  |           |                     | Modifica les dades a Wikidata |
|        | Cabanyes del Catllar     | Vilallonga de Ter | cabana       |         | 42° 21′ 59″ N, 2° 16′ 21″ E / 42.366250439297°N,2.2726279235987°E   |           |                     | Modifica les dades a Wikidata |
|        | Cortal del Grau          | Vilallonga de Ter | cabana       |         | 42° 18′ 08″ N, 2° 18′ 11″ E / 42.3020908832213°N,2.30316005681814°E |           |                     | Modifica les dades a Wikidata |
|        | barraca del Barrut       | Vilallonga de Ter | cabana       |         | 42° 22′ 09″ N, 2° 16′ 08″ E / 42.369063008972°N,2.26892416695175°E  |           |                     | Modifica les dades a Wikidata |
|        | barraques de Fontlletera | Vilallonga de Ter | cabana       |         | 42° 21′ 55″ N, 2° 14′ 04″ E / 42.3653526060992°N,2.2344408191134°E  |           |                     | Modifica les dades a Wikidata |

## castell
| imatge | Nom                           | Ubicat a          | instància de | Detalls                     | coordenades | Protecció                                            | Commons (més fotos)                     | Dades a WD                    |
| ------ | ----------------------------- | ----------------- | ------------ | --------------------------- | --- | ---------------------------------------------------- | --------------------------------------- | ----------------------------- |
|        | Castell de la Roca de Pelancà | Vilallonga de Ter | castell      |                             | 42° 19′ 20″ N, 2° 19′ 58″ E / 42.3222472°N,2.3328611°E ca:al nucli de la Roca 1072 msnm                          | bé d'interès cultural bé cultural d'interès nacional | Castell de la Roca de Pelancà           | Modifica les dades a Wikidata |
|        | Castell del Catllar           | Vilallonga de Ter | castell      | Estil: arquitectura popular | 42° 21′ 32″ N, 2° 17′ 32″ E / 42.358781°N,2.29229°E ca:Dalt del turó damunt de Santa Maria del Catllar 1229 msnm | bé d'interès cultural bé cultural d'interès nacional | Castell del Catllar (Vilallonga de Ter) | Modifica les dades a Wikidata |

## entitat singular de població
| imatge | Nom                    | Ubicat a          | instància de                                                                   | Detalls | coordenades                                                                   | Protecció | Commons (més fotos)        | Dades a WD                    |
| ------ | ---------------------- | ----------------- | ------------------------------------------------------------------------------ | ------- | ----------------------------------------------------------------------------- | --------- | -------------------------- | ----------------------------- |
|        | Abella                 | Vilallonga de Ter | entitat singular de població                                                   | 40 hab  | 42° 19′ 08″ N, 2° 18′ 55″ E / 42.31888889°N,2.31527778°E 1184 msnm            |           | Abella (Vilallonga de Ter) | Modifica les dades a Wikidata |
|        | Llebro                 | Vilallonga de Ter | entitat singular de població                                                   | 13 hab  | 42° 20′ 42″ N, 2° 18′ 14″ E / 42.3449911882199°N,2.30386408184224°E 1259 msnm |           |                            | Modifica les dades a Wikidata |
|        | Tregurà de Baix        | Vilallonga de Ter | entitat singular de població                                                   | 23 hab  | 42° 20′ 25″ N, 2° 16′ 56″ E / 42.3402835081359°N,2.28235621157378°E 1305 msnm |           |                            | Modifica les dades a Wikidata |
|        | Tregurà de Dalt        | Vilallonga de Ter | entitat singular de població ens local històric de Catalunya                   | 20 hab  | 42° 20′ 35″ N, 2° 17′ 15″ E / 42.34318611°N,2.28746389°E 1425 msnm            |           | Tregurà de Dalt            | Modifica les dades a Wikidata |
|        | Vilallonga de Ter      | Vilallonga de Ter | entitat singular de població ens local històric de Catalunya capital municipal | 240 hab | 42° 20′ 37″ N, 2° 16′ 30″ E / 42.34373°N,2.27506°E 1071 msnm                  |           |                            | Modifica les dades a Wikidata |
|        | el Catllar             | Vilallonga de Ter | entitat singular de població                                                   | 0 hab   | 42° 21′ 38″ N, 2° 17′ 24″ E / 42.36045762°N,2.29001616°E 1270 msnm            |           |                            | Modifica les dades a Wikidata |
|        | el Cros                | Vilallonga de Ter | entitat singular de població                                                   | 8 hab   | 42° 19′ 58″ N, 2° 17′ 46″ E / 42.3327852747932°N,2.29604825874514°E 1247 msnm |           |                            | Modifica les dades a Wikidata |
|        | el Veïnat de Vallvigil | Vilallonga de Ter | entitat singular de població                                                   | 1 hab   | 42° 19′ 37″ N, 2° 19′ 53″ E / 42.326981579725°N,2.3313374314412°E 1023 msnm   |           |                            | Modifica les dades a Wikidata |
|        | el Veïnat del Comalet  | Vilallonga de Ter | entitat singular de població                                                   | 19 hab  | 42° 19′ 48″ N, 2° 18′ 56″ E / 42.330044°N,2.315668°E 1075 msnm                |           |                            | Modifica les dades a Wikidata |
|        | la Roca                | Vilallonga de Ter | entitat singular de població                                                   | 31 hab  | 42° 19′ 20″ N, 2° 19′ 57″ E / 42.32211667°N,2.332525°E 1007 msnm              |           | Roca de Pelancà            | Modifica les dades a Wikidata |

## església
| imatge | Nom                               | Ubicat a          | instància de     | Detalls                                             | coordenades                                                            | Protecció                                  | Commons (més fotos)                          | Dades a WD                    |
| ------ | --------------------------------- | ----------------- | ---------------- | --------------------------------------------------- | ---------------------------------------------------------------------- | ------------------------------------------ | -------------------------------------------- | ----------------------------- |
|        | Ermita de Santa Maria del Catllar | Vilallonga de Ter | església ermita  | Estil: arquitectura romànica arquitectura barroca   | 42° 21′ 31″ N, 2° 17′ 31″ E / 42.3587°N,2.29202°E el Catllar 1218 msnm | bé integrant del patrimoni cultural català | Ermita de Santa Maria del Catllar            | Modifica les dades a Wikidata |
|        | Mare de Déu dels Dolors           | Vilallonga de Ter | església         | Estil: arquitectura barroca                         | 42° 19′ 57″ N, 2° 18′ 33″ E / 42.332506°N,2.309072°E                   | bé integrant del patrimoni cultural català | Mare de Déu dels Dolors de Vilallonga de Ter | Modifica les dades a Wikidata |
|        | Sant Bernabé                      | Vilallonga de Ter | església capella |                                                     | 42° 19′ 10″ N, 2° 17′ 27″ E / 42.319568366628°N,2.29085596388585°E     |                                            |                                              | Modifica les dades a Wikidata |
|        | Sant Julià de Tregurà             | Vilallonga de Ter | església         | Estil: arquitectura eclèctica arquitectura romànica | 42° 20′ 39″ N, 2° 17′ 15″ E / 42.344199°N,2.287492°E Tregurà de Dalt   | bé integrant del patrimoni cultural català | Sant Julià de Tregurà                        | Modifica les dades a Wikidata |
|        | Sant Martí de Vilallonga          | Vilallonga de Ter | església         | Estil: arquitectura romànica                        | 42° 19′ 53″ N, 2° 18′ 42″ E / 42.331433°N,2.311766°E                   | bé integrant del patrimoni cultural català | Sant Martí de Vilallonga de Ter              | Modifica les dades a Wikidata |
|        | Santa Llúcia d'Abella             | Vilallonga de Ter | església         | Estil: arquitectura romànica                        | 42° 19′ 08″ N, 2° 18′ 55″ E / 42.318989°N,2.315287°E                   | bé integrant del patrimoni cultural català | Santa Llúcia d'Abella                        | Modifica les dades a Wikidata |
|        | capella del Roser                 | Vilallonga de Ter | església         | Estil: arquitectura barroca arquitectura popular    | 42° 20′ 05″ N, 2° 19′ 42″ E / 42.334651°N,2.328276°E                   | bé integrant del patrimoni cultural català | Capella del Roser (Vilallonga de Ter)        | Modifica les dades a Wikidata |
|        | la Pietat de la Roca              | Vilallonga de Ter | església         | Estil: arquitectura romànica                        | 42° 19′ 20″ N, 2° 19′ 57″ E / 42.32226°N,2.332418°E                    | bé integrant del patrimoni cultural català | La Pietat de la Roca                         | Modifica les dades a Wikidata |

## font
| imatge | Nom              | Ubicat a          | instància de | Detalls | coordenades                                                         | Protecció | Commons (més fotos) | Dades a WD                    |
| ------ | ---------------- | ----------------- | ------------ | ------- | ------------------------------------------------------------------- | --------- | ------------------- | ----------------------------- |
|        | Fontlletera      | Vilallonga de Ter | font         |         | 42° 22′ 17″ N, 2° 14′ 10″ E / 42.371416640522°N,2.2361321155931°E   |           |                     | Modifica les dades a Wikidata |
|        | font Mora        | Vilallonga de Ter | font         |         | 42° 21′ 13″ N, 2° 15′ 25″ E / 42.353541836017°N,2.2569899465406°E   |           |                     | Modifica les dades a Wikidata |
|        | font Roja        | Vilallonga de Ter | font         |         | 42° 21′ 33″ N, 2° 18′ 15″ E / 42.359242129708°N,2.3042807264203°E   |           |                     | Modifica les dades a Wikidata |
|        | font de l'Esclop | Vilallonga de Ter | font         |         | 42° 21′ 09″ N, 2° 13′ 49″ E / 42.3524651053877°N,2.23029078747419°E |           |                     | Modifica les dades a Wikidata |
|        | font de la Ganga | Vilallonga de Ter | font         |         | 42° 23′ 10″ N, 2° 15′ 41″ E / 42.38599210875°N,2.2614666605284°E    |           |                     | Modifica les dades a Wikidata |

## masia
| imatge | Nom              | Ubicat a          | instància de | Detalls                     | coordenades                                                                 | Protecció                                  | Commons (més fotos)            | Dades a WD                    |
| ------ | ---------------- | ----------------- | ------------ | --------------------------- | --------------------------------------------------------------------------- | ------------------------------------------ | ------------------------------ | ----------------------------- |
|        | Ca l'Alabau      | Vilallonga de Ter | masia        |                             | 42° 20′ 41″ N, 2° 18′ 16″ E / 42.3447154816878°N,2.30443772173309°E         |                                            |                                | Modifica les dades a Wikidata |
|        | Ca la Guida      | Vilallonga de Ter | masia        |                             | 42° 19′ 10″ N, 2° 18′ 52″ E / 42.3195137807216°N,2.3144601974478°E          |                                            |                                | Modifica les dades a Wikidata |
|        | Ca n'Huguet      | Vilallonga de Ter | masia        |                             | 42° 19′ 48″ N, 2° 19′ 02″ E / 42.3299601203365°N,2.31735688201916°E         |                                            |                                | Modifica les dades a Wikidata |
|        | Ca n'Huguet Vell | Vilallonga de Ter | masia        | Estil: arquitectura popular | 42° 20′ 04″ N, 2° 19′ 43″ E / 42.334374°N,2.328588°E                        | bé integrant del patrimoni cultural català |                                | Modifica les dades a Wikidata |
|        | Cal Colló        | Vilallonga de Ter | masia        |                             | 42° 19′ 08″ N, 2° 19′ 00″ E / 42.3188779146593°N,2.31656652720976°E         |                                            |                                | Modifica les dades a Wikidata |
|        | Cal Curt         | Vilallonga de Ter | masia        |                             | 42° 20′ 26″ N, 2° 17′ 34″ E / 42.3404559128368°N,2.29270929630144°E         |                                            |                                | Modifica les dades a Wikidata |
|        | Cal Lluc         | Vilallonga de Ter | masia        |                             | 42° 20′ 23″ N, 2° 16′ 42″ E / 42.3397271231963°N,2.27836866989219°E         |                                            |                                | Modifica les dades a Wikidata |
|        | Cal Moliner      | Vilallonga de Ter | masia        |                             | 42° 20′ 22″ N, 2° 16′ 44″ E / 42.3393439374184°N,2.27901643680531°E         |                                            |                                | Modifica les dades a Wikidata |
|        | Cal Patet        | Vilallonga de Ter | masia        |                             | 42° 20′ 32″ N, 2° 16′ 40″ E / 42.3421908615526°N,2.27774564079546°E         |                                            |                                | Modifica les dades a Wikidata |
|        | Cal Pirro        | Vilallonga de Ter | masia        |                             | 42° 20′ 27″ N, 2° 16′ 42″ E / 42.340834330928°N,2.27828317093376°E          |                                            |                                | Modifica les dades a Wikidata |
|        | Can Batlló       | Vilallonga de Ter | masia        |                             | 42° 19′ 08″ N, 2° 18′ 59″ E / 42.3190202668722°N,2.31627373601536°E         |                                            |                                | Modifica les dades a Wikidata |
|        | Can Cotet        | Vilallonga de Ter | masia        |                             | 42° 20′ 42″ N, 2° 18′ 12″ E / 42.345122730758°N,2.30327988833381°E          |                                            |                                | Modifica les dades a Wikidata |
|        | Can Gallina      | Vilallonga de Ter | masia        |                             | 42° 18′ 50″ N, 2° 18′ 35″ E / 42.3137926627153°N,2.30958357509173°E         |                                            |                                | Modifica les dades a Wikidata |
|        | Can Julià        | Vilallonga de Ter | masia        |                             | 42° 19′ 48″ N, 2° 18′ 21″ E / 42.3298824800167°N,2.30592416548201°E         |                                            |                                | Modifica les dades a Wikidata |
|        | Can Mateu        | Vilallonga de Ter | masia        |                             | 42° 19′ 52″ N, 2° 18′ 51″ E / 42.331193417938°N,2.31424841010227°E          |                                            |                                | Modifica les dades a Wikidata |
|        | Can Pei          | Vilallonga de Ter | masia        |                             | 42° 19′ 22″ N, 2° 19′ 48″ E / 42.3228029840569°N,2.33003160984486°E         |                                            |                                | Modifica les dades a Wikidata |
|        | Can Ribera       | Vilallonga de Ter | masia        |                             | 42° 18′ 49″ N, 2° 18′ 22″ E / 42.3137266886162°N,2.30611385012295°E         |                                            |                                | Modifica les dades a Wikidata |
|        | Can Sants        | Vilallonga de Ter | masia        |                             | 42° 20′ 03″ N, 2° 18′ 11″ E / 42.3342688583301°N,2.30302341637129°E         |                                            |                                | Modifica les dades a Wikidata |
|        | Can Serrat Nou   | Vilallonga de Ter | masia        |                             | 42° 20′ 33″ N, 2° 17′ 55″ E / 42.3425101908652°N,2.29871983002664°E         |                                            |                                | Modifica les dades a Wikidata |
|        | Junents          | Vilallonga de Ter | masia        |                             | 42° 20′ 41″ N, 2° 17′ 56″ E / 42.3446898811104°N,2.29875630663574°E         |                                            |                                | Modifica les dades a Wikidata |
|        | Sidreda          | Vilallonga de Ter | masia        |                             | 42° 19′ 58″ N, 2° 18′ 33″ E / 42.3327214259965°N,2.30924306019672°E         |                                            |                                | Modifica les dades a Wikidata |
|        | Vilavella        | Vilallonga de Ter | masia        |                             | 42° 19′ 19″ N, 2° 19′ 36″ E / 42.3220171822178°N,2.32656904379743°E         |                                            |                                | Modifica les dades a Wikidata |
|        | Vinardell        | Vilallonga de Ter | masia        |                             | 42° 19′ 34″ N, 2° 19′ 52″ E / 42.32619516069°N,2.33103938346397°E 1023 msnm |                                            | Vinardell (Vilallonga de Ter)  | Modifica les dades a Wikidata |
|        | el Borrasser     | Vilallonga de Ter | masia        |                             | 42° 19′ 51″ N, 2° 19′ 57″ E / 42.3307422974698°N,2.33242344918121°E         |                                            |                                | Modifica les dades a Wikidata |
|        | el Catllar       | Vilallonga de Ter | masia        |                             | 42° 21′ 34″ N, 2° 17′ 28″ E / 42.359324°N,2.291053°E 1218 msnm              |                                            | El Catllar (Vilallonga de Ter) | Modifica les dades a Wikidata |
|        | el Devasot       | Vilallonga de Ter | masia        |                             | 42° 19′ 56″ N, 2° 18′ 50″ E / 42.3322261457063°N,2.31375167187491°E         |                                            |                                | Modifica les dades a Wikidata |
|        | el Perdiguer     | Vilallonga de Ter | masia        |                             | 42° 20′ 27″ N, 2° 17′ 35″ E / 42.3407099368574°N,2.29300993947373°E         |                                            |                                | Modifica les dades a Wikidata |
|        | el Quer          | Vilallonga de Ter | masia        |                             | 42° 20′ 26″ N, 2° 19′ 13″ E / 42.34042549711°N,2.3202694937511°E            |                                            |                                | Modifica les dades a Wikidata |
|        | el Saiol         | Vilallonga de Ter | masia        |                             | 42° 19′ 44″ N, 2° 18′ 33″ E / 42.3288033063256°N,2.30916455835198°E         |                                            |                                | Modifica les dades a Wikidata |
|        | el Serradell     | Vilallonga de Ter | masia        |                             | 42° 19′ 48″ N, 2° 18′ 55″ E / 42.3301280008369°N,2.31530381541857°E         |                                            |                                | Modifica les dades a Wikidata |
|        | l'Hostal del Sol | Vilallonga de Ter | masia        |                             | 42° 20′ 09″ N, 2° 18′ 23″ E / 42.3357574325124°N,2.30641794259439°E         |                                            |                                | Modifica les dades a Wikidata |
|        | la Barruda       | Vilallonga de Ter | masia        |                             | 42° 19′ 58″ N, 2° 18′ 55″ E / 42.3327042264514°N,2.31538511475411°E         |                                            |                                | Modifica les dades a Wikidata |
|        | la Planella      | Vilallonga de Ter | masia        |                             | 42° 20′ 01″ N, 2° 18′ 10″ E / 42.3336282152819°N,2.3028241400087°E          |                                            |                                | Modifica les dades a Wikidata |
|        | la Riba          | Vilallonga de Ter | masia        |                             | 42° 20′ 35″ N, 2° 18′ 14″ E / 42.3429292327177°N,2.3039353901721°E          |                                            |                                | Modifica les dades a Wikidata |

## muntanya
| imatge | Nom                          | Ubicat a                            | instància de | Detalls | coordenades                                                             | Protecció | Commons (més fotos)                    | Dades a WD                    |
| ------ | ---------------------------- | ----------------------------------- | ------------ | ------- | ----------------------------------------------------------------------- | --------- | -------------------------------------- | ----------------------------- |
|        | Balandrau                    | Queralbs Vilallonga de Ter          | muntanya     |         | 42° 22′ 12″ N, 2° 13′ 10″ E / 42.3701065555°N,2.21956587983°E 2585 msnm |           | Balandrau                              | Modifica les dades a Wikidata |
|        | Castell dels Moros           | Vilallonga de Ter                   | muntanya     |         | 42° 21′ 20″ N, 2° 15′ 17″ E / 42.3555°N,2.25467°E 2132 msnm             |           | Castell dels Moros (Vilallonga de Ter) | Modifica les dades a Wikidata |
|        | Cim de la Canal Mala         | Vilallonga de Ter Setcases          | muntanya     |         | 42° 23′ 17″ N, 2° 16′ 01″ E / 42.38813889°N,2.26697972°E 2421.9 msnm    |           |                                        | Modifica les dades a Wikidata |
|        | Puig Ferriol                 | Vilallonga de Ter                   | muntanya     |         | 42° 18′ 34″ N, 2° 18′ 55″ E / 42.3094°N,2.31536°E 1326.3 msnm           |           |                                        | Modifica les dades a Wikidata |
|        | Puig Furgat                  | Vilallonga de Ter                   | muntanya     |         | 42° 18′ 34″ N, 2° 19′ 05″ E / 42.3095°N,2.31808°E 1334.2 msnm           |           |                                        | Modifica les dades a Wikidata |
|        | Puig Rodó                    | Vilallonga de Ter                   | muntanya     |         | 42° 18′ 12″ N, 2° 16′ 14″ E / 42.30331389°N,2.27060833°E 1679.5 msnm    |           |                                        | Modifica les dades a Wikidata |
|        | Puig Ventós                  | Vilallonga de Ter                   | muntanya     |         | 42° 18′ 59″ N, 2° 19′ 48″ E / 42.3163°N,2.32991°E 1247 msnm             |           |                                        | Modifica les dades a Wikidata |
|        | Puig d'en Bullici            | Vilallonga de Ter                   | muntanya     |         | 42° 19′ 09″ N, 2° 16′ 04″ E / 42.3193°N,2.26791°E 1910.9 msnm           |           |                                        | Modifica les dades a Wikidata |
|        | Puig de Fontlletera          | Vilallonga de Ter Queralbs          | muntanya     |         | 42° 22′ 36″ N, 2° 14′ 09″ E / 42.376667°N,2.235833°E 2581 msnm          |           | Puig de Fontlletera                    | Modifica les dades a Wikidata |
|        | Puig de Mont-roig            | Vilallonga de Ter Pardines          | muntanya     |         | 42° 19′ 32″ N, 2° 15′ 13″ E / 42.3255°N,2.2536°E 1991 msnm              |           | Puig de Mont-roig                      | Modifica les dades a Wikidata |
|        | Puig de la Torroella         | Vilallonga de Ter                   | muntanya     |         | 42° 21′ 10″ N, 2° 16′ 09″ E / 42.3529°N,2.26922°E 1886.3 msnm           |           |                                        | Modifica les dades a Wikidata |
|        | Puig de les Agudes           | Vilallonga de Ter Setcases Llanars  | muntanya     |         | 42° 21′ 48″ N, 2° 19′ 07″ E / 42.3633808585°N,2.31874391776°E 1976 msnm |           | Puig de les Agudes                     | Modifica les dades a Wikidata |
|        | Puig del Pla de les Pasteres | Vilallonga de Ter Ogassa            | muntanya     |         | 42° 17′ 42″ N, 2° 17′ 24″ E / 42.2949°N,2.29008°E 1894 msnm             |           |                                        | Modifica les dades a Wikidata |
|        | Pèl-de-ca                    | Vilallonga de Ter                   | muntanya     |         | 42° 19′ 11″ N, 2° 15′ 39″ E / 42.31969444°N,2.26072222°E 1939.4 msnm    |           |                                        | Modifica les dades a Wikidata |
|        | Roc de l'Àliga               | Vilallonga de Ter                   | muntanya     |         | 42° 21′ 42″ N, 2° 17′ 03″ E / 42.3617°N,2.28422°E 1410 msnm             |           |                                        | Modifica les dades a Wikidata |
|        | Torroella de Dalt            | Vilallonga de Ter                   | muntanya     |         | 42° 21′ 10″ N, 2° 15′ 56″ E / 42.35288889°N,2.26541667°E 1989.2 msnm    |           |                                        | Modifica les dades a Wikidata |
|        | Trespics                     | Vilallonga de Ter Queralbs          | muntanya     |         | 42° 22′ 18″ N, 2° 13′ 28″ E / 42.37163889°N,2.22433333°E 2529 msnm      |           | Trespics                               | Modifica les dades a Wikidata |
|        | la Pedra dels Tres Bisbats   | Vilallonga de Ter Ogassa Pardines   | muntanya     |         | 42° 17′ 39″ N, 2° 16′ 42″ E / 42.2942°N,2.27836°E 1900 msnm             |           | La Pedra dels Tres Bisbats             | Modifica les dades a Wikidata |
|        | les Borregues                | Vilallonga de Ter Setcases Queralbs | muntanya     |         | 42° 23′ 47″ N, 2° 14′ 52″ E / 42.3963220756°N,2.2477214416°E 2693 msnm  |           | Les Borregues                          | Modifica les dades a Wikidata |
|        | puig Cerverís                | Vilallonga de Ter                   | muntanya     |         | 42° 20′ 13″ N, 2° 13′ 24″ E / 42.336944°N,2.223333°E 2208 msnm          |           | Puig Cerverís                          | Modifica les dades a Wikidata |
|        | puig de Pastuira             | Vilallonga de Ter Setcases          | muntanya     |         | 42° 23′ 14″ N, 2° 16′ 19″ E / 42.387193°N,2.271954°E 2692 msnm          |           | Puig de Pastuira                       | Modifica les dades a Wikidata |

## pont
| imatge | Nom              | Ubicat a          | instància de | Detalls       | coordenades                                                         | Protecció | Commons (més fotos) | Dades a WD                    |
| ------ | ---------------- | ----------------- | ------------ | ------------- | ------------------------------------------------------------------- | --------- | ------------------- | ----------------------------- |
|        | Pont d'Abella    | Vilallonga de Ter | pont         | Travessa: Ter | 42° 19′ 44″ N, 2° 18′ 41″ E / 42.3288437553876°N,2.31139738499342°E |           |                     | Modifica les dades a Wikidata |
|        | Pont de Ter      | Vilallonga de Ter | pont         | Travessa: Ter | 42° 19′ 25″ N, 2° 19′ 48″ E / 42.3236218501297°N,2.32991369460424°E |           |                     | Modifica les dades a Wikidata |
|        | Pont de Tregurà  | Vilallonga de Ter | pont         | Travessa: Ter | 42° 20′ 31″ N, 2° 17′ 53″ E / 42.3420651355311°N,2.29810564255692°E |           |                     | Modifica les dades a Wikidata |
|        | Pont del Catllar | Vilallonga de Ter | pont         | Travessa: Ter | 42° 21′ 26″ N, 2° 17′ 33″ E / 42.3573136287909°N,2.29244741813027°E |           |                     | Modifica les dades a Wikidata |

## serra
| imatge | Nom                   | Ubicat a                   | instància de | Detalls | coordenades                                                          | Protecció | Commons (més fotos)          | Dades a WD                    |
| ------ | --------------------- | -------------------------- | ------------ | ------- | -------------------------------------------------------------------- | --------- | ---------------------------- | ----------------------------- |
|        | Serra Llevada         | Vilallonga de Ter          | serra        |         | 42° 20′ 37″ N, 2° 19′ 01″ E / 42.34363889°N,2.31702778°E 1666.6 msnm |           |                              | Modifica les dades a Wikidata |
|        | Serra de Mont-roig    | Vilallonga de Ter Pardines | serra        |         | 42° 19′ 20″ N, 2° 15′ 19″ E / 42.322234°N,2.255328°E                 |           |                              | Modifica les dades a Wikidata |
|        | Serra de la Canya     | Queralbs Vilallonga de Ter | serra        |         | 42° 20′ 57″ N, 2° 13′ 21″ E / 42.3493°N,2.22239°E                    |           | Serra de la Canya (Queralbs) | Modifica les dades a Wikidata |
|        | Serra del Catllar     | Queralbs Vilallonga de Ter | serra        |         | 42° 23′ 16″ N, 2° 14′ 21″ E / 42.38769444°N,2.23902778°E             |           | Serra del Catllar            | Modifica les dades a Wikidata |
|        | serra de Sant Bernabé | Vilallonga de Ter          | serra        |         | 42° 19′ 05″ N, 2° 16′ 35″ E / 42.31801222°N,2.27631944°E 1910.9 msnm |           |                              | Modifica les dades a Wikidata |
|        | serra del Cortal      | Vilallonga de Ter          | serra        |         | 42° 18′ 10″ N, 2° 16′ 55″ E / 42.3028°N,2.282°E 1659.3 msnm          |           |                              | Modifica les dades a Wikidata |
|        | serrat de Sant Pere   | Llanars Vilallonga de Ter  | serra        |         | 42° 21′ 18″ N, 2° 19′ 27″ E / 42.35496944°N,2.32403333°E             |           |                              | Modifica les dades a Wikidata |
|        | serrat del Dob        | Setcases Vilallonga de Ter | serra        |         | 42° 22′ 20″ N, 2° 16′ 42″ E / 42.3722°N,2.27836667°E 2421.9 msnm     |           |                              | Modifica les dades a Wikidata |

## vèrtex geodèsic
| imatge | Nom       | Ubicat a          | instància de    | Detalls   | coordenades                                                        | Protecció | Commons (més fotos) | Dades a WD                    |
| ------ | --------- | ----------------- | --------------- | --------- | ------------------------------------------------------------------ | --------- | ------------------- | ----------------------------- |
|        | Balandrau | Vilallonga de Ter | vèrtex geodèsic | Alt: 1.2m | 42° 22′ 11″ N, 2° 13′ 11″ E / 42.369789°N,2.219662°E 2584.602 msnm |           |                     | Modifica les dades a Wikidata |
|        | Montroig  | Vilallonga de Ter | vèrtex geodèsic | Alt: 1.2m | 42° 19′ 32″ N, 2° 15′ 13″ E / 42.325495°N,2.253595°E 1991.101 msnm |           |                     | Modifica les dades a Wikidata |
|        | Pal       | Vilallonga de Ter | vèrtex geodèsic | Alt: 1.2m | 42° 17′ 42″ N, 2° 17′ 24″ E / 42.294912°N,2.290081°E 1893.988 msnm |           |                     | Modifica les dades a Wikidata |

## Misc
| imatge | Nom                                    | Ubicat a                                  | instància de               | Detalls                                                        | coordenades                                                                                             | Protecció                                            | Commons (més fotos)                   | Dades a WD                    |
| ------ | -------------------------------------- | ----------------------------------------- | -------------------------- | -------------------------------------------------------------- | --- | ---------------------------------------------------- | ------------------------------------- | ----------------------------- |
|        | Can Subirana                           | Vilallonga de Ter                         | casa                       | Estat: enderrocat o destruït                                   | 42° 20′ 36″ N, 2° 17′ 13″ E / 42.343384°N,2.286809°E                                                    | bé integrant del patrimoni cultural català           |                                       | Modifica les dades a Wikidata |
|        | Central elèctrica Brutau               | Vilallonga de Ter                         | edifici                    | Estil: arquitectura popular                                    | 42° 19′ 56″ N, 2° 18′ 37″ E / 42.332338°N,2.3103°E                                                      | bé integrant del patrimoni cultural català           | Central Elèctrica (Vilallonga de Ter) | Modifica les dades a Wikidata |
|        | La Sala                                | Vilallonga de Ter                         | fortalesa                  | Estil: arquitectura romànica arquitectura popular 12nd century | 42° 20′ 19″ N, 2° 18′ 07″ E / 42.3385°N,2.30183°E ca:Al nord de Vilallonga de Ter 1090 msnm             | bé d'interès cultural bé cultural d'interès nacional | La Sala (Vilallonga de Ter)           | Modifica les dades a Wikidata |
|        | Ter                                    | Ripollès Osona Selva Gironès Baix Empordà | curs d'aigua riu principal | Desemboca: mar Mediterrània Llarg: 208km Conca: 3010km²        | 42° 25′ 40″ N, 2° 15′ 24″ E / 42.427778°N,2.256667°E 42° 01′ 24″ N, 3° 11′ 31″ E / 42.02347°N,3.19187°E |                                                      | Ter River                             | Modifica les dades a Wikidata |
|        | casa consistorial de Vilallonga de Ter | Vilallonga de Ter                         | casa consistorial          |                                                                | 42° 19′ 54″ N, 2° 18′ 45″ E / 42.3317211°N,2.3124275°E                                                  |                                                      |                                       | Modifica les dades a Wikidata |
|        | cementiri de Vilallonga de Ter         | Vilallonga de Ter                         | cementiri                  |                                                                | 42° 20′ 03″ N, 2° 18′ 30″ E / 42.3341112761037°N,2.30823250629992°E                                     |                                                      |                                       | Modifica les dades a Wikidata |
|        | la Pedrera                             | Vilallonga de Ter                         | pedrera                    |                                                                | 42° 20′ 21″ N, 2° 17′ 25″ E / 42.3392877628687°N,2.2902216850092°E                                      |                                                      |                                       | Modifica les dades a Wikidata |